# Jean-Joseph Havelange
Jean-Joseph Havelange, (Septroux, 18 mars 1747 – Sinnamary, 6 septembre 1798) est un ecclésiastique et un théologien. Il a fait ses études à l'Université de Louvain. Revêtu de la prêtrise, il devient docteur en théologie en 1794, puis doyen de la Faculté de théologie en 1796 avant d'être, le 31 août 1797, élu recteur. Après la fermeture de l'université par le régime français, il est déporté en Guyane où il meurt peu après.

## Biographie
Né le 18 mars 1747 à Septroux, un hameau de Aywaille, Jean-Joseph Havelange est le fils de Pascal Havelange, un des échevins de la cour de la seigneurie de Harzé et de Dorothée Noirfalhize, son épouse. Il est baptisé le jour même en l'église de Dieupart (Aywaille) par l'abbé Jean Léonard Berval.
Il suit ses études au séminaire de Liège puis à la faculté des Arts à l'Université de Louvain. Après avoir terminé ses études de théologie, il est ordonné prêtre à Malines. Il enseigne ensuite la physique puis la philosophie et, enfin, la théologie dogmatique dans l'ancien collège jésuite de Luxembourg. C'est durant cette période qu'il fait imprimer un ouvrage consacré à l'infaillibilité de l'Eglise dans le domaine dogmatique qui le met en contradiction avec ses supérieurs et entraîne sa démission.

### Université de Louvain
Il retourne ensuite à Louvain et y poursuit ses études théologiques. Pendant la révolution brabançonne, il est nommé vicaire général à l'aumonerie militaire. En 1792, il revient dans son université en qualité de président du collège Viglius. En 1794, il termine son doctorat en théologie et devient, en 1796, doyen de la Faculté de théologie avant d'être, le 31 août 1797, élu recteur de l'Université de Louvain.
Le 5 septembre 1797, la République française promulgue une loi rendant obligatoire la prestation de serment de haine à la royauté. Comme beaucoup de prêtres, Jean-Joseph Havelange refuse de prêter ce serment  Accusé d'avoir pratiqué un exorcisme, Jean-Joseph est condamné à la déportation . Il est cependant d'abord appelé à Louvain où, en sa qualité de recteur, il se voit notifier la suppression de l'Université décidée par un arrêté du Département de la Dyle. 

### Déportation à Cayenne
Il est incarcéré à Louvain puis transféré à Bruxelles. Il est ensuite conduit au port de Rochefort où il arrive le 5 janvier 1798, après être passé par Mons, Valenciennes, Douai et Versailles. Malade, il fait un passage à l'hôpital avant d'être embarqué, le 13 mars, sur un navire de guerre. Les vents sont défavorables et le bâtiment ne peut quitter le port. Un mois plus tard, c'est au bord d'un navire de commerce, la Décade, qu'il traverse l'Atlantique et arrive à Cayenne  le 15 juin. Très vite, le climat et le paludisme eurent raison de sa santé. Jean-Joseph Havelange décède dans la plaine de Conamama , près de Sinnamary, le 6 septembre 1798.